# Alfonso Araújo Gaviria
Alfonso Araújo Gaviria (Bogotá, 28 de julio de 1902 — Nueva York, 4 de febrero de 1961) fue un abogado, político y diplomático colombiano, afiliado al Partido Liberal Colombiano. 
Obtuvo el título de abogado de la Universidad Externado de Colombia en 1923.

## Trayectoria política
Fue elegido miembro de la Asamblea Departamental de Bolívar y Senador de la República para el período 1935-1939. Su primer cargo de autoridad fue como director general de la Policía del gobierno de Enrique Olaya Herrera, quien al año siguiente lo llamó a integrar su gabinete ministerial en la cartera de obras públicas. En la presidencia de Eduardo Santos ocupó las carteras de educación y gobierno. Se desempeñaba como gerente de la Empresa de Teléfonos de Bogotá cuando fue llamado por el presidente López Pumarejo en el inicio de su segundo mandato, a ocupar el Ministerio de Hacienda y por segunda oportunidad la Dirección General de la Policía.
Fue Alcalde de Bogotá, senador de la República. Para los hechos violentos del 9 de abril de 1948, fue nombrado director de la Radiodifusora Nacional, con el fin de controlar y dirigir la información que se emitía en los momentos de convulsión, renunciando a ese destino 6 días más tarde por considerar cumplida su labor, cediéndole el cargo a Alberto Durán Laserna. 

## Carrera diplomática
En 1937 fue designado Araújo como embajador de Colombia en Venezuela por el presidente López Pumarejo. En 1944 asumió la embajada de Colombia en Brasil por encargo del presidente López en ejercicio de su segundo gobierno, y en 1957 fue designado por el general Gabriel París, presidente de la Junta Militar, como representante permanente de Colombia ante la ONU, cargo en el que falleció.

## Vida privada
Los padres del doctor Araújo fueron Simón Araújo Vélez y Efigenia Gaviria Cobaleda. Contrajo matrimonio con doña Emma Ortiz Márquez, con quien tuvo por hijos a Emma, Helena, María Mercedes y Roberto Araújo Ortiz.